# Hontschariwske
Hontschariwske (ukrainisch Гончарівське; russisch Гончаровское Gontscharowskoje) ist eine Siedlung städtischen Typs in der ukrainischen Oblast Tschernihiw mit etwa 3400 Einwohnern (2023).

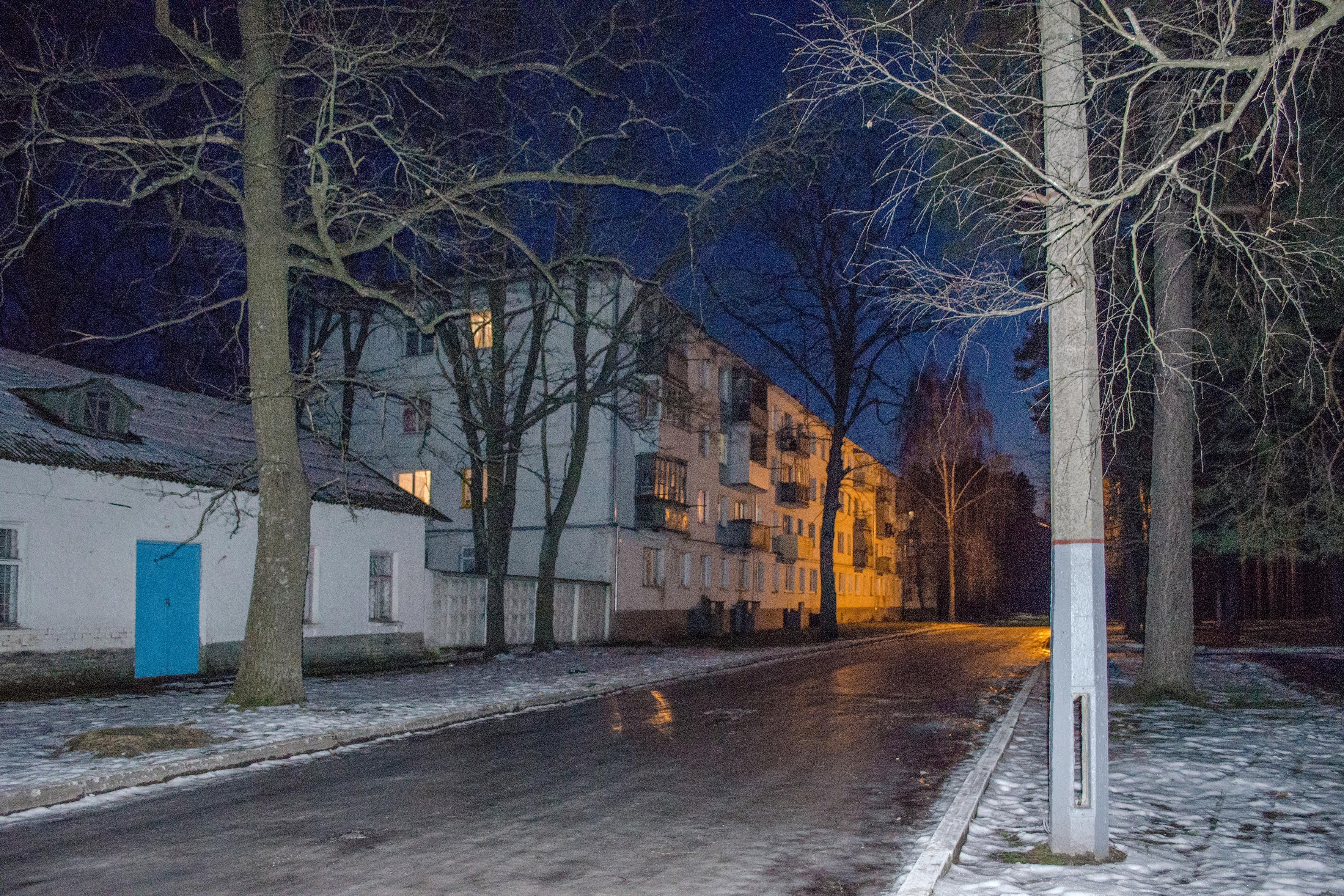
Haus im Ort

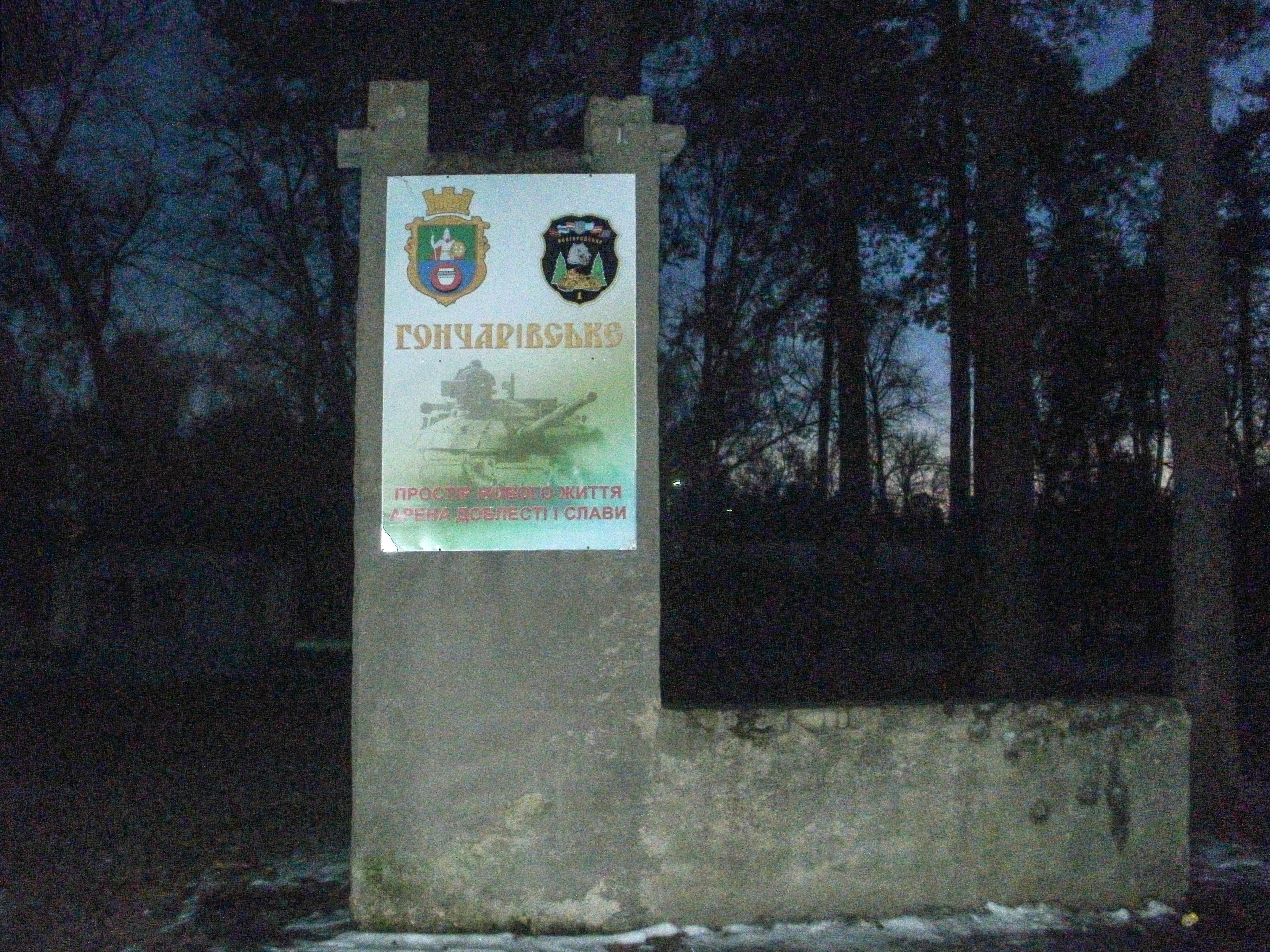
Ortseingangsschild

Die im Jahr 1953 gegründete Ortschaft besitzt seit dem 24. April 1990 den Status einer Siedlung städtischen Typs.
Sie liegt innerhalb eines Waldes 39 km südwestlich vom Oblastzentrum Tschernihiw und ist Garnisonsstandort der 1. ukrainischen Panzerbrigade.

## Verwaltungsgliederung
Am 1. August 2016 wurde die Siedlung zum Zentrum der neugegründeten Siedlungsgemeinde Hontschariwske (Гончарівська селищна громада/Hontschariwska selyschtschna hromada). Zu dieser zählten auch die 3 Dörfer Koserohy, Schewed und Smolyn, bis dahin bildete sie die gleichnamige Siedlungsratsgemeinde Hontschariwske (Гончарівська селищна рада/Hontschariwska selyschtschna rada) im Südwesten des Rajons Tschernihiw.
Am 12. Juni 2020 kam noch die 13 in der untenstehenden Tabelle aufgelisteten Dörfer zum Gemeindegebiet.
Folgende Orte sind neben dem Hauptort Hontschariwske Teil der Gemeinde:
| Name                     | Name          | Name                           |
| ukrainisch transkribiert | ukrainisch    | russisch                       |
| ------------------------ | ------------- | ------------------------------ |
| Borowyky                 | Боровики      | Боровики (Borowiki)            |
| Budyschtsche             | Будище        | Будище (Budischtsche)          |
| Chatylowa Huta           | Хатилова Гута | Хатилова Гута (Chatilowa Guta) |
| Jakubiwka                | Якубівка      | Якубовка (Jakubowka)           |
| Koserohy                 | Козероги      | Козероги (Koserogi)            |
| Lebediwka                | Лебедівка     | Лебедевка (Lebedewka)          |
| Lisky                    | Ліски         | Лески (Leski)                  |
| Lisne                    | Лісне         | Лесное (Lesnoje)               |
| Maksym                   | Максим        | Максим (Maksim)                |
| Maschuhiwka              | Мажугівка     | Мажуговка (Maschugowka)        |
| Schewed                  | Жеведь        | Жеведь                         |
| Slabyn                   | Слабин        | Слабин (Slabin)                |
| Smolyn                   | Смолин        | Смолин (Smolin)                |
| Sokoliwka                | Соколівка     | Соколовка (Sokolowka)          |
| Wassylewa Huta           | Василева Гута | Василева Гута (Wassilewa Guta) |
| Worochiwka               | Ворохівка     | Вороховка (Worochowka)         |